# Orgelwerke von Johann Sebastian Bach
Johann Sebastian Bach gilt als einer der bedeutendsten Orgelkomponisten. Zum einen sind nahezu alle Form- und Satztypen in seinem umfangreichen Werk anzutreffen, zum anderen weisen viele der Stücke den von ihm geschätzten virtuosen Fugenstil auf.
Die Vielseitigkeit der Orgelwerke Bachs, der über lange Zeit für die Orgel komponierte, stellt Historiker vor viele Fragen. Weiterhin stellen zahlreiche dieser Werke bis heute recht hohe technische Ansprüche an den Organisten, beispielsweise die sechs Triosonaten.

## Bedeutung
Die „Werke für Orgel“ sind im Bach-Werke-Verzeichnis (BWV) unter den Nummern 525–771, 1090–1120 und 1128 aufgeführt. Lässt man diejenigen beiseite, die vermutlich nicht von Bach stammen, bleiben etwa 220 Orgelkompositionen – ein Fünftel seines Gesamtwerks. Diese Zahl zeigt die Bedeutung der Orgel für Bach. Instrumentale Choralbearbeitungen, Partiten, Fantasien, Präludien, Fugen bildeten von früher Jugend bis ins hohe Alter die Grundelemente seiner Kompositionen.
In seinen Orgelkompositionen wurde Bach besonders von der norddeutschen Orgelschule beeinflusst, also von Komponisten wie etwa Dietrich Buxtehude, Nicolaus Bruhns und Johann Adam Reincken. Auch andere musikalische Stile, die sein gesamtes Schaffen prägten (wie beispielsweise das italienische Concerto und die höfische französische Verzierungstradition), blieben nicht ohne Einfluss auf sein Orgelwerk.
Bachs Orgelmusik lässt sich zwanglos in zwei Gruppen einteilen, je nachdem, ob ein Choral zugrunde liegt oder nicht. Auch das Bachwerkeverzeichnis nutzt dieses Kriterium zur Untergliederung.

## Choralgebundene Orgelmusik

### Sammlungen und Zyklen
Ein großer Teil von Bachs Orgelmusik legt eine Choralmelodie zugrunde. Sein Verfahren der
Choralbearbeitung, das auf Vorbilder wie etwa Dietrich Buxtehude zurückgeht, führt zu eher kurzen Einzelsätzen, deren Form durch die Abfolge der Choralzeilen bestimmt wird. Bach neigt dazu, mehrere derartige Sätze, die unterschiedliche Choräle verwenden, aber in Anlage und Umfang zusammenpassen, zusammenzustellen.
Ein Beispiel ist das bereits in Weimar begonnene Orgelbüchlein (BWV 599–644), nach Albert Schweitzer das „Wörterbuch der Bachschen Tonsprache“; es umfasst 46 Sätze. Ähnlich angelegt sind die in Leipzig entstandenen Achtzehn Choräle (BWV 651–668) und der Dritte Teil der Clavierübung (hier sind die Choralbearbeitungen eingerahmt von Präludium und Fuge Es-Dur – siehe unten).
Die Sechs Choräle von verschiedener Art (BWV 645–650), unter dem Namen „Schüblersche Choräle“ bekannt, sind zunächst einzeln als Kantatensätze entstanden und später von Bach für Orgel bearbeitet und zusammengestellt worden.

### Variationen
In einigen Fällen kombinierte Bach auch mehrere Variationen über den gleichen Choral zu mehrsätzigen Choralpartiten, wie etwa die Partite diverse sopra „Sei gegrüßet, Jesu gütig“ (BWV 768) oder die Canonischen Veränderungen über „Vom Himmel hoch, da komm ich her“ (BWV 769), das zu Bachs kontrapunktischem Spätwerk zählt.

## Freie Orgelmusik
Ein großer Teil von Bachs Orgelschaffen bezieht sich nicht auf einen Choral. Die Mehrzahl dieser Werke folgt der zweisätzigen Struktur aus Präludium und Fuge; in Einzelfällen hat Bach hier das Präludium auch als Fantasie oder Toccata bezeichnet.

### Werke mit der Bezeichnung „Toccata und Fuge“
Bachs bekanntestes Orgelwerk ist die Toccata aus der Toccata und Fuge d-Moll (BWV 565), das wahrscheinlich ein Jugendwerk darstellt. Die Toccata beeinflusste zahlreiche andere Komponisten, zum Beispiel die französischen Meister Léon Boëllmann, Eugène Gigout oder Charles-Marie Widor. Selbst in der späteren Rock- und Popmusik gab es Bearbeitungen dieses Stücks. Weitere Toccaten finden sich jeweils im ersten Satz der Toccata und Fuge in F-Dur (BWV 540), in der „dorischen“ Toccata und Fuge (BWV 538, die Tonart ist echtes d-Moll) und in der Toccata, Adagio und Fuge C-Dur (BWV 564).

### Werke mit der Bezeichnung „Präludium und Fuge“ oder „Fantasie und Fuge“
Zu den meistgespielten zweisätzigen Stücken zählen das Präludium und Fuge D-Dur (BWV 532), die Fantasie und Fuge c-Moll (BWV 537), und das Präludium und Fuge C-Dur (BWV 547). Bemerkenswert ist auch die harmonisch kühne Fantasie und Fuge g-Moll (BWV 542). Hermann Keller spricht dem h-Moll-Präludium (aus Präludium und Fuge BWV 544), einen „lyrisch-schmerzlichen Grundcharakter“ zu und bescheinigt der Fuge einen interessanten Entwicklungsgang.
Bach selbst zeigte seine Wertschätzung von Präludium und Fuge Es-Dur (BWV 552), indem er es als Teil des Dritten Teils der Clavierübung drucken ließ.
Die Acht kleinen Präludien und Fugen (BWV 553–560) werden heute von der Musikforschung einem von Bachs Schülern zugeschrieben, etwa Johann Tobias Krebs oder dessen Sohn Johann Ludwig Krebs. Die eher kurzen Werke dienen heute häufig im Orgelunterricht als beliebte Übungsstücke.

### Pièce d´Orgue
Die Fantasie G-Dur BWV 572 (auch als Pièce d’Orgue bezeichnet), ein Frühwerk Bachs, ist in dem Sinne einzigartig, als hier der französische Stil von Nicolas de Grigny aufgenommen wird. Dabei spielt das Grand plein jeu eine zentrale Rolle. Hierbei werden viele Register gezogen, und der Schwerpunkt liegt auf der harmonischen Fortschreitung.

### Passacaglia und Fuge
Das achttaktige Bassthema der Passacaglia c-Moll (BWV 582) ist Basis von zwanzig Variationen; die Fuge verwendet die Themenhälften als Thema und ersten Kontrapunkt und fügt noch ein zweites Kontrapunktthema hinzu.

### Mehrsätzige Orgelwerke
Die Sechs Sonaten (BWV 525–530), die zunächst didaktische Absicht hatten (die musikalische Ausbildung seines ältesten Sohns Wilhelm Friedemann), gelten als ein Höhepunkt dreistimmigen Orgelsatzes und zählen wegen der vollen Integration und Gleichberechtigung des Pedals zu Bachs schwierigsten Werken. Die Kompositionen folgen nicht der viersätzigen Form der Sonata da Chiesa, sondern zeigen schon die modernere, am italienischen Concerto orientierten Folge von drei Sätzen.
Bei den Sechs Orgel-Konzerten (BWV 592–597) handelt es sich um Bearbeitungen von Instrumentalkonzerten anderer Komponisten, die sich Bach zu Studienzwecken anfertigte.